# Manchester City Football Club 1936-1937
Questa voce raccoglie le informazioni riguardanti il Manchester City Football Club nelle competizioni ufficiali della stagione 1936-1937.

## Stagione
Nella tornata conclusiva del campionato il Manchester City, che fino ad allora aveva prevalentemente occupato le posizioni di metà classifica, collezionò una striscia di risultati utili consecutivi che gli permise di inserirsi nella lotta per il titolo, sorpassando il Charlton capolista e assicurandosi il primo titolo della sua storia con un turno di anticipo. In FA Cup i Citizens furono eliminati al sesto turno dal Millwall.

## Maglie
| Manica sinistra · Maglietta · Maglietta · Manica destra · Pantaloncini · Calzettoni · Calzettoni | Manica sinistra · Maglietta · Maglietta · Manica destra · Pantaloncini · Calzettoni |

## Rosa
| N. |                             | Ruolo | Calciatore         |
| -- | --------------------------- | ----- | ------------------ |
|    | Inghilterra (bandiera)      | P     | Frank Swift        |
|    | Inghilterra (bandiera)      | D     | Sam Barkas         |
|    | Inghilterra (bandiera)      | D     | Gordon Clark       |
|    | Inghilterra (bandiera)      | D     | Billy Dale         |
|    | non conosciuta (bandiera)   | D     | Bob Donnelly       |
|    | Inghilterra (bandiera)      | D     | Bobby Marshall     |
|    | Inghilterra (bandiera)      | D     | Dick Neilson       |
|    | Inghilterra (bandiera)      | C     | Jackie Bray        |
|    | Irlanda del Nord (bandiera) | C     | Keiller McCullough |
|    | Inghilterra (bandiera)      | C     | Jack Percival      |
|    | Inghilterra (bandiera)      | C     | Joe Rogers         |

| N. |                             | Ruolo | Calciatore      |
| -- | --------------------------- | ----- | --------------- |
|    | Inghilterra (bandiera)      | A     | Eric Brook      |
|    | non conosciuta (bandiera)   | A     | Jim Cassidy     |
|    | Irlanda del Nord (bandiera) | A     | Peter Doherty   |
|    | Inghilterra (bandiera)      | A     | Jimmy Heale     |
|    | Scozia (bandiera)           | A     | Alec Herd       |
|    | non conosciuta (bandiera)   | A     | John McLeod     |
|    | non conosciuta (bandiera)   | A     | Raymond Freeman |
|    | non conosciuta (bandiera)   | A     | Bobby Regan     |
|    | non conosciuta (bandiera)   | A     | Colin Rodger    |
|    | Inghilterra (bandiera)      | A     | Fred Tilson     |
|    | Inghilterra (bandiera)      | A     | Ernie Toseland  |

## Statistiche

### Statistiche dei giocatori
| Giocatore     | First Division | First Division | FA Cup   | FA Cup | Totale   | Totale |
| Giocatore     | Presenze       | Reti           | Presenze | Reti   | Presenze | Reti   |
| ------------- | -------------- | -------------- | -------- | ------ | -------- | ------ |
| S. Barkas     | 30             | 0              | 4        | 0      | 34       | 0      |
| J. Bray       | 40             | 2              | 4        | 0      | 44       | 2      |
| E. Brook      | 42             | 20             | 4        | 2      | 46       | 22     |
| J. Cassidy    | 1              | 0              | 0        | 0      | 1        | 0      |
| G. Clark      | 13             | 0              | 1        | 0      | 14       | 0      |
| B. Dale       | 36             | 0              | 3        | 0      | 39       | 0      |
| B. Donnelly   | 5              | 1              | 0        | 0      | 5        | 1      |
| P. Doherty    | 41             | 30             | 4        | 2      | 45       | 32     |
| R. Freeman    | 1              | 0              | 0        | 0      | 1        | 0      |
| J. Heale      | 10             | 6              | 0        | 0      | 10       | 6      |
| A. Herd       | 32             | 15             | 4        | 3      | 36       | 18     |
| B. Marshall   | 40             | 0              | 4        | 0      | 44       | 0      |
| K. McCullough | 2              | 0              | 0        | 0      | 2        | 0      |
| J. McLeod     | 3              | 2              | 0        | 0      | 3        | 2      |
| D. Neilson    | 2              | 1              | 0        | 0      | 2        | 1      |
| J. Percival   | 42             | 1              | 3        | 0      | 45       | 1      |
| B. Regan      | 4              | 0              | 0        | 0      | 4        | 0      |
| C. Rodger     | 9              | 7              | 0        | 0      | 9        | 7      |
| J. Rogers     | 2              | 0              | 1        | 0      | 3        | 0      |
| F. Swift      | 42             | -?             | 4        | -?     | 46       | -?     |
| F. Tilson     | 23             | 15             | 4        | 3      | 27       | 18     |
| E. Toseland   | 42             | 7              | 4        | 0      | 46       | 7      |